# Konik brunatny
Konik brunatny (Chorthippus brunneus) – euroazjatycki gatunek owada prostoskrzydłego z rodziny szarańczowatych (Acrididae). Występuje prawdopodobnie na obszarze całej Polski, choć nie wykazano go z Kotliny Nowotarskiej i z Tatr. Gatunek eurytopowy, ale w środowiskach suchych, na murawach naskalnych i kserotermicznych występuje liczniej.

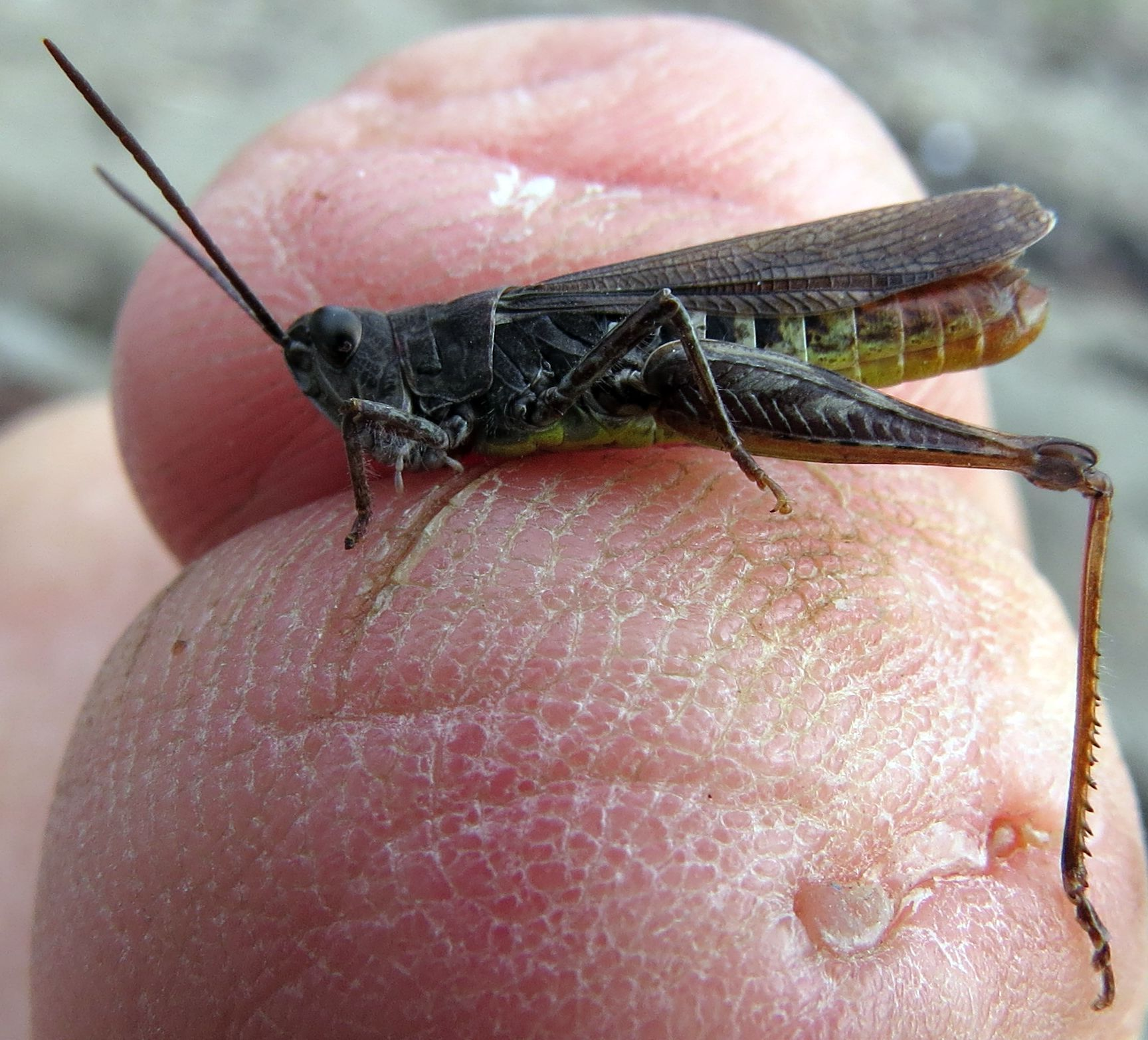

Wyróżnione podgatunki:
- Ch. b. brevis Klingstedt, 1939
- Ch. b. brunneus (Thunberg, 1815)